# Anões (Tolkien)
Anões (no original Dwarf; no plural Dwarves) são uma raça de seres que habita Arda, a Terra pré-histórica fictícia que inclui o continente da Terra Média, nas obras fictícias de J. R. R. Tolkien. São geralmente ferreiros ou mineradores, inigualáveis até mesmo frente aos elfos em algumas de suas artes. Aparecem relativamente no livro O Hobbit (1937), esporadicamente em O Senhor dos Anéis (1954-1955), e nas publicações póstumas O Silmarillion (1977), Contos Inacabados (1980), e a série The History of Middle-earth (1983-1996), as três últimas editadas por seu filho e executor literário Christopher Tolkien.
Inspirados principalmente pelas criaturas homônimas do folclore e mitologia nórdica, o autor desenvolve sua história com representações e influência bíblica medieval, comparando-os ao povo judeu. Receberam sua própria língua semítica artificial, o Khuzdul, representado nas obras com runas anglo-saxônicas. Têm suas origens através dos Sete Pais dos Anões, os primeiros a serem criados no princípio dos tempos. Seus anões, assim como os da mitologia germânica, são descritos como grandes minerados, metalúrgicos e bons de coração; são ainda extremamente orgulhosos e, ocasionalmente, oficiosos. Seus nomes são retirados do texto da Edda em verso, entretanto, mais do que apenas nomes fornecidos, Tolkien cria significado e contexto aos nomes de cada anão em seus livros. Assim como a maiorias dos personagens, raças e criaturas da Terra Média, possuem múltiplos nomes conhecidos em diferentes línguas construídas. Chamam a si mesmos de Khazad, em sua língua materna. Seu nome em Sindarin é Hadhodrim e em Quenya, especialmente pelos Noldor, eram chamados de Casari. No entanto, os Sindar os chamavam de Naugrim ou Nogothrim, o Povo Nanico.
Como um dos grupos étnicos e raças mais importantes no corpo literário da Terra Média, os anões foram adaptados em diversos meios diferentes de mídia, incluindo filmes e jogos eletrônicos. Suas aparições mais notáveis são em séries de jogos de interpretação de papeis e estratégia em tempo real, além de adaptações cinematográficas bem-sucedidas em filmes live-action e animações.

## Desenvolvimento

### Primeiras leituras e descrições
"Estes Anões não são como os Anões de contos mais conhecidos. A eles foram dados nomes escandinavos, é verdade; esta foi uma concessão editorial. Muitos nomes na língua própria ao período poderia ser alarmante..."

J. R. R. Tolkien

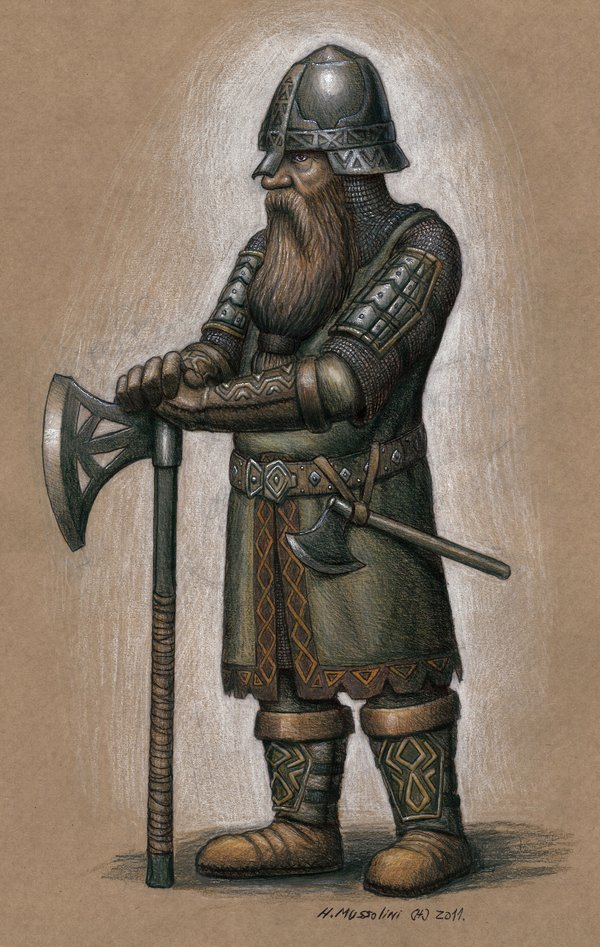
Ilustração de um Anão
(concepção artística do BrokenMachine86).

Tolkien foi inspirado pelos anões dos mitos nórdicos e do folclore germânico (como os dos Irmãos Grimm), de quem seus anões levam sua afinidade com características como as de mineradores, metalúrgicos, artesãos e de avarentos. Em The Book of Lost Tales os poucos anões que aparecem são retratados como seres do mal, empregadores de Orcs mercenários e em conflito com os elfos — que são os "autores" imaginários dos mitos, e, portanto, são tendenciosos contra os anões.
A representação dos anões como malignos mudou drasticamente em O Hobbit. Tornam-se ocasionalmente cômicos e desajeitados, mas amplamente vistos como honrados, sérios de espírito, porém ainda retratam algumas características negativas, tais como sua fome por ouro; são extremamente orgulhosos e, ocasionalmente, oficiosos. O autor foi influenciado pela sua própria leitura seletiva de textos medievais em relação ao povo judeu e sua história. A característica dos anões de serem expropriados de sua terra natal (a Montanha Solitária, seu lar ancestral, é a meta que os anões exilados procuram recuperar), e vivendo entre outros grupos mantendo simultaneamente a sua própria cultura são todos derivadas da imagem medieval dos judeus, enquanto sua natureza guerreira decorre de contos na Bíblia Hebraica. Opiniões em textos medievais também viam os judeus como tendo uma propensão a fazer coisas belas e bem trabalhadas, uma característica compartilhada com anões nórdicos. Para O Hobbit quase todos os nomes de anões são retirados do Dvergatal ou "Catálogo dos Anões", encontrado na Edda em verso. No entanto, mais do que apenas nomes fornecidos, o "Catálogo dos anões" parece ter inspirado Tolkien a fornecer significado e contexto à lista de nomes — que eles viajaram juntos em jornadas, e esta por sua vez, tornou-se a missão contada em O Hobbit. Sua linguagem escrita é representada em mapas e em ilustrações de runas anglo-saxônicas. O "Calendário dos Anões" inventado para O Hobbit reflete o calendário judaico no início no final do outono. Os anões deixando Bilbo fora de sua existência complacente tem sido visto como uma metáfora eloquente ao "empobrecimento da sociedade ocidental sem os judeus".
Ao escrever O Senhor dos Anéis, Tolkien continuou muitos dos temas que havia criado em O Hobbit. Ao dar aos anões sua própria língua (Khuzdul) o autor decidiu criar um análogo de uma língua semítica influenciada pela fonologia hebraica. Como grupos judeus medievais, os anões usavam sua própria língua apenas entre si, e adotavam as línguas daqueles que vivem em sua maior parte, por exemplo, tomando nomes públicos das culturas que viviam no interior, mantendo seus "verdadeiros nomes" e verdadeira língua em segredo. Junto com algumas palavras em Khuzdul, o autor também desenvolveu runas de sua própria invenção (o cirth), disse ter sido inventado por elfos e mais tarde adotada pelos anões. Salienta ainda a diáspora dos anões com a fortaleza perdida das Minas de Moria. Em O Senhor dos Anéis, Tolkien usa o personagem anão principal Gimli para finalmente conciliar o conflito entre elfos e anões mostrando grande cortesia com Galadriel e formando uma profunda amizade com Legolas, que tem sido visto como a resposta do autor ao "gentio anti-semitismo e exclusividade judaica". Tolkien também discorreu sobre a influência judaica em seus anões em uma carta: "Eu acho que dos 'Anões', como os Judeus: ao mesmo tempo nativos e estrangeiros em suas habitações, falam as línguas do país, mas com um sotaque, devido à sua própria língua privada...".

### Cultura

Emblema de Durin, conforme descrito nos Portões de Durin.

Depois de preparar O Senhor dos Anéis, Tolkien voltou novamente à questão do Silmarillion, na qual ele deu aos anões um mito de criação. A história mais centrada aos anões de The Book of Lost Tales, "The Nauglafring", não foi reformulada para se adequar com o retrato positivo depois da publicação de O Hobbit e O Senhor dos Anéis, nem outros eventos no Silmarillion, levando Christopher Tolkien a reescrevê-la significativamente com a participação de Guy Gavriel Kay, preparando-a para publicação. Algum tempo antes de 1969, o autor escreveu o ensaio Dos Anões e Homens, em que a análise concreta foi dada ao uso da linguagem dos anões, que os nomes dados nas histórias eram de origem da Língua Comum, e Khuzdul sendo sua própria língua secreta e a nomeação das Sete Casas dos Anões. O ensaio representa o último dos escritos de Tolkien sobre os anões e foi publicado no volume 12 de The History of Middle-earth em 1996. Na última entrevista antes de sua morte, o autor, depois de discutir a natureza dos élfos, diz brevemente de seus anões: "Os anões, é claro, são bem óbvios, você não diria que, em muitas formas eles nos lembram os judeus? Suas palavras são semitas, obviamente, construídas para serem semitas."
Dos habitantes da Terra Média, anões são os mais resistentes à corrupção e à influência de Morgoth e, posteriormente, Sauron. Os Sete Anéis de Poder dos anões não os trouxe para o mal, mas fez amplificar sua ganância e cobiça pelo ouro. Fala-se que muito pouco deles servindo voluntariamente o lado das trevas. Dos que o fizeram muito pouco foi escrito. Das Sete Casas poucas lutaram em ambos os lados durante a Última Aliança no final da Segunda Era, e sabe-se que nenhum da Casa de Durin já lutou no lado do mal. Durante os primeiros anos da Terceira Era (ou pelo menos em lendas da anterior), sabe-se que em alguns lugares anões malvados tinham feito alianças com os Goblins e Orcs. Foi sugerido por Tolkien em algumas de suas notas que os anões que voltaram-se à maldade provavelmente vieram das terras orientais (e, talvez, alguns das regiões mais próximos), ficaram sob a Sombra de Morgoth e viraram-se para o mal. No entanto, não está claro se estes se referem a anões além das Colinas de Ferro (a fortaleza mais oriental conhecida dos anões). Como não são maus por natureza, poucos já serviram o Inimigo por sua própria vontade (embora rumores de homens sugerem que o total foi superior).
Na língua fictícia Sindarin, os anões foram chamados de Naugrim ("O Povo Nanico"), Gonnhirrim ("Senhores das Pedras"), e Dornhoth ("Povo Perverso"), e também Hadhodrim. Em Quenya eram chamados de Casári. Anões chamavam a si mesmos de Khazâd em sua própria língua, o Khuzdul. O autor pegou os nomes de doze dos treze anões que aparecem em O Hobbit (e o nome de Gandalf também) da Völuspá.

### Ortografia
O editor original de O Hobbit "corrigiu" o plural da palavra "anões" de Tolkien em dwarves para dwarfs, assim como o editor da edição de bolso do livro. De acordo com o autor, o verdadeiro "plural 'histórico'" de anão é dwarrows ou dwerrows (ambos anões em inglês). Ele se referiu a dwarves como "um pedaço de má gramática privada". No Apêndice F de O Senhor dos Anéis é explicado que se ainda falamos dwarves (anões) regularmente, a língua inglesa pode ter mantido um plural especial para a palavra anão como com a palavra ganso — no plural gansos. Apesar da predileção do autor por ela, a forma dwarrow só aparece em sua escrita como "Mina dos Anões" (Dwarrowdelf no original), um nome para Moria. Em vez disso, Tolkien usou Dwarves o que corresponde a Elf e Elves (Elfo e Elfos, respectivamente). Nesta matéria, há que se considerar o fato de que o desenvolvimento etimológico do termo anão difere da palavra de som semelhante scarf (no plural scarves). A palavra inglesa está relacionada ao nórdico antigo dvergr, que, no outro caso, teria a forma dvorgr. Mas esta palavra nunca foi gravada, e a correção de f/g (inglês/nórdico) data ainda mais para trás na história da língua.

## Enredo

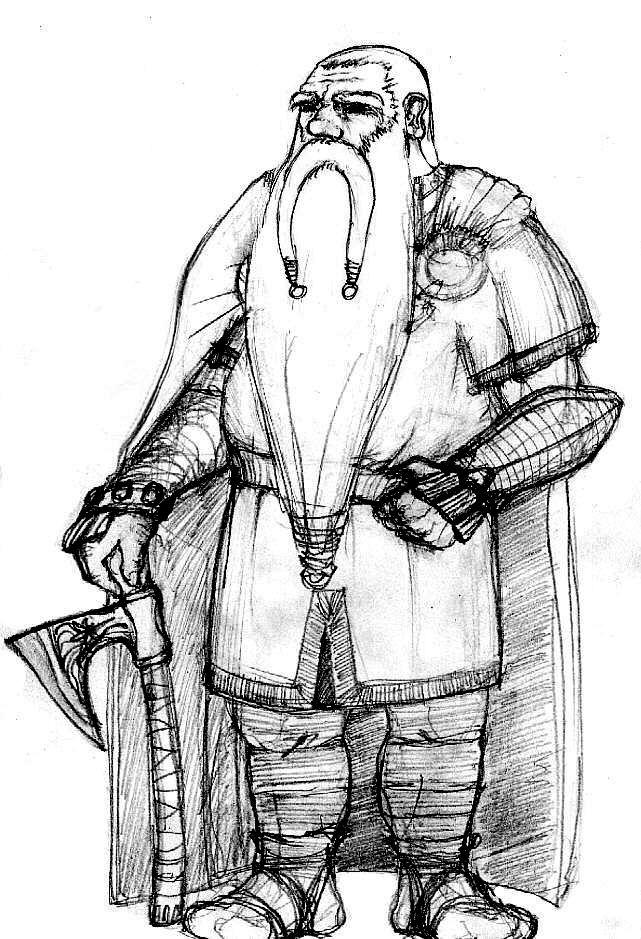
Ilustração de um Anão.

Os anões são retratados como um povo muito antigo que despertou, como os elfos, no início da Primeira Era, antes da existência do Sol e da Lua (elfos, no entanto, despertaram primeiro). Em O Silmarillion, os anões são descritos como mais baixos e atarracados que elfos e homens, capazes de suportar tanto calor e frio. Embora sejam mortais, têm uma vida média de 250 anos. Em O Senhor dos Anéis, Tolkien escreveu que se reproduzem lentamente, já que não mais que um terço deles são do sexo feminino, e nem todos se casam; além disso, anões do sexo feminino se parecem e soam (e se vestem, se viajarem — o que é raro) tão iguais aos anões do sexo masculino que outros povos não pudiam distingui-los e, assim, outros acreditam erroneamente que anões crescem das pedras. O autor nomeou apenas um do sexo feminino, Dís. Em The War of the Jewels, Tolkien diz que ambos homens e mulheres têm barbas.
Anões de Tolkien, bem como os seus antepassados míticos, são grandes metalúrgicos, ferreiros e pedreiros. Ferozes em batalha, suas principais armas são o machado de guerra (referenciados em muitas obras de fantasia posteriores), mas eles também usam arcos, espadas, escudos e picaretas. Ao contrário de outros anões da fantasia, Tolkien não os têm explicitamente usando martelos de guerra. Como viviam no subsolo, não cultivavam seus próprios suprimentos de alimentos, se pudessem evitar, e normalmente as obtinham através do comércio de alimentos com elfos e homens. No ensaio "Dos Anões e Homens" em The Peoples of Middle-earth está escrito que as comunidades de anões e humanos muitas vezes formaram relações comerciais onde os homens eram os principais fornecedores de alimentos, agricultores e pastores, enquanto os anões forneciam ferramentas e armas, construção de estradas e obras de construção.
Ao longo da Primeira Era e mais na Segunda Era, os anões mantem relações comerciais amigáveis principalmente com homens e elfos (sendo uma exceção a traição dos anões de Nogrod perante Thingol de Doriath). No entanto, na Terceira Era, particularmente após a oclusão de Moria, crescem desconfiados dos elfos, embora nos últimos anos, são estabelecidas relações cordiais com os elfos da Floresta das Trevas e os homens de Dale. Também mantêm relações um tanto ambivalentes com Hobbits na maior parte da Terceira Era, embora depois da missão para retomar a Montanha Solitária Bilbo Baggins é tratado com grande estima por lá.

### Criação e Primeira Era
Nas obras de Tolkien, os anões (na forma de Sete Patriarcas) foram criados durante os Anos das Árvores (também conhecido como a Idade das Trevas), quando toda a Terra Média era controlada pelas forças de Melkor, o Senhor das Trevas. Foram criados pelo Vala Aulë, o Ferreiro, em segredo dos outros Valar, destinados a serem seus filhos a quem ele poderia ensinar seus ofícios. Eram uma raça resoluta, rígida e teimosa, capaz de resistir ao Senhor do Escuro da época. Chamou-os de "Khazad" e ensinou-lhes também a língua que havia inventado. Ilúvatar, no entanto, sabia de sua criação, apesar dos esforços de Aulë. Quando confrontado por Ilúvatar, confessou seu feito e ergueu seu martelo para destruir suas criações. No entanto, Ilúvatar conteve a mão de Aulë e santificou os anões, mas ele não lhes permitia "acordados" antes dos Elfos (a quem havia designado como "os Primogênitos"). O Vala selou os Sete Pais dos Anões em câmaras de pedra em regiões distantes da Terra Média para aguardar seu despertar. Algum tempo depois dos elfos despertarem em Cuiviénen, os Sete Pais dos Anões foram liberados de suas câmaras de pedra. O mais velho deles, chamado Durin, vagou até que fundar a cidade de Khazad-dûm nas cavernas naturais sob três picos: Caradhras, Celebdil e Fanuidhol (conhecidas em Khuzdul como Baranzinbar, Zirakzigil e Bundushathur, respectivamente). A cidade, povoada pelos Barbas-Longas ou o povo de Durin, cresceu e prosperou de forma contínua ao longo da vida de Durin (que foi tão longa que ele foi chamado Durin, o Imortal, também uma referência à crença por seu povo que ele seria reencarnado sete vezes). Foi a única das mansões dos anões a sobreviver à Primeira Era.
Longe, ao oeste de Khazad-dûm, as grandes cidades dos anões de Belegost e Nogrod foram fundadas em Ered Luin (Montanhas Azuis), durante a Primeira Era, antes da chegada dos elfos em Beleriand. Os anões de Belegost foram os primeiros a forjar anéis ligados, e eles também negociaram armamentos com os Sindar e esculpiram as Mil Cavernas de Menegroth para o rei elfo Thingol. Em Nogrod, o ferreiro Telchar forjou Narsil e Angrist, duas das armas mais fatais da história de Arda, assim como o famoso Elmo de Hador de Dor-Lómin. Os anões de Beleriand lutaram contra as forças de Melkor durante a Primeira Era, e os anões de Belegost eram os únicos seres capazes de suportar o dragão de fogo na Batalha das Lágrimas Incontáveis, quando o rei Azaghâl, que morreu na batalha, esfaqueou Glaurung, o primeiro dragão. Os anões de Nogrod também lutaram contra Melkor. No entanto, mataram Thingol por ganância e roubaram a Silmaril que foram acusados de definir para o colar conhecido como Nauglamír.

### Segunda Era
Refugiados de Belegost e Nogrod se juntaram à população de Khazad-dûm, e sua riqueza também foi enriquecida com a descoberta de mithril, um metal mágico e extremamente valioso encontrado apenas em suas minas. Durante esse época, os anões continuaram a negociar com os vizinhos Homens e os Elfos de Eregion. Sete dos Anéis de Poder forjados pelos ferreiros elfos foram posteriormente dados por Sauron, que os tinha apreendido, para os chefes dos Sete Clãs dos Anões (embora os Barba-longas acreditavam que o Anel de Durin foi dado a ele por Celebrimbor). Os anões de Moria a princípio lutaram na Guerra de Sauron e os elfos, mas no ano de 1697 da Segunda Era, as portas de Khazad-dûm foram fechadas e seus habitantes já não se aventuraram no mundo. A partir daí, era conhecida pelo nome élfico de Moria, o que significa "Abismo Escuro".

### Terceira Era

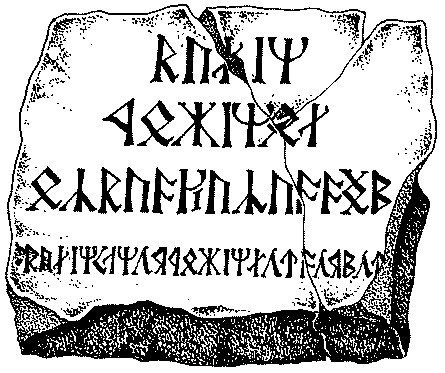
Inscrição da tumba de Balin, em Khuzdul.
BALIN
FUNDINUL
UZBADKHAZADDUMU
(Balin, Filho de Fundin, Senhor de Moria)

Durante a Terceira Era os anões de Moria continuaram a prosperar até o ano de 1980, quando, na prossecução de uma caverna de mithril, cavaram profundamente uma câmara contendo o último Balrog conhecido nas histórias da Terra Média, chamado de Veneno de Durin. Lutaram contra o demônio por um ano, e após a morte de dois reis, os anões que não tinham sido mortos fugiram das Montanhas Sombrias. Por quase duas décadas ficaram sem um reino, mas no ano de 1999, Thráin I fundou um reino na Montanha Solitária. Este reino prosperou por um tempo, e a grande joia conhecida como Pedra Arken foi descoberta. Em 2210, Thorin fundou um reino nas Montanhas Cinzentas ao norte da Floresta das Trevas. Ambos os reinos acabariam sendo consumidos por dragões — as Montanhas Cinzentas em 2590 por uma horda e a Montanha Solitária em 2770 pelo dragão Smaug. Os refugiados das Montanhas Cinzentas que não retornaram até a Montanha Solitária colonizaram as Colinas de Ferro, um dos únicos reinos anões que nunca havia sido abandonado ou tomado. A maior parte dos anões tornou-se um povo errante, e Thrór, que tinha sido rei da Montanha Solitária, quando capturado, foi morto por Orcs no ano de 2790 e seu corpo foi mutilado. Isto levou à Guerra dos Anões e Orcs, em que quase todas as hordas de Orcs das Montanhas Sombrias foram exterminadas, mas metade dos exércitos dos anões foram mortos, um golpe que levou várias centenas de anos para os anões se recuperarem.
Por um tempo, um reino-exílio foi fundado nas Montanhas Azuis do norte, mas Thráin II foi levado a vagar pelo deserto por seu Anel, o último dos Sete Anéis dos Anões ainda não tomado por Sauron ou consumido pelos dragões. Logo ele foi capturado pelo Inimigo Negro, então reinando como o Necromante em Dol Guldur. Thráin foi torturado, seu Anel do Poder tomado, e finalmente morreu. Em 2941, Thorin 2.º, Escudo de Carvalho, filho de Thráin II e neto de Thrór, recolonizou a Montanha Solitária depois que o dragão Smaug foi morto por Bard, o futuro rei da Dale. Após a seguinte batalha dos Cinco Exércitos, na qual as Águias, os Elfos da Floresta das Trevas, os Homens de Dale e os Anões das Colinas de Ferro (assim como a companhia de Thorin) derrotaram o exercito invasor de Goblins e na qual o próprio Escudo de Carvalho foi morto, seu primo Dáin II, Pé de Ferro, já senhor das Colinas de Ferro, tornou-se o rei Sob a Montanha, e a Montanha Solitária não foi abandonada nunca mais. Não figuram com destaque nas principais batalhas da Guerra do Anel, embora a Montanha Solitária foi cercada por um tempo e Dáin morto na batalha de Dale. Um anão — Gimli — no entanto, se juntou a Sociedade do Anel e foi companheiro do Portador do Anel durante a maior parte de sua jornada, e também lutou na batalha de Hornburg, a batalha dos Campos do Pelennor, e a batalha do Morannon.

### Quarta Era
No início da Quarta Era, Gimli liderou um grupo de colonos da Montanha Solitária para as Cavernas Cintilantes, abaixo de Hornburg em Rohan, onde estabeleceu um outro reino anão e governou por mais de um século. Após a morte de Aragorn no ano de 120 da Quarta Era, navegou para as Terras Imortais com Legolas. Diz-se que a população dos anões começou a diminuir porque a maior partes dos membros do sexo masculino não desejava ter esposas, ou não poderiam encontrar uma que eles desejavam. Isso não ajudou já que as mulheres são menos de um terço da população. No entanto, ainda resta muitos mistérios na história dos anões; seu verdadeiro destino é desconhecido.

## Sociedade

### Língua

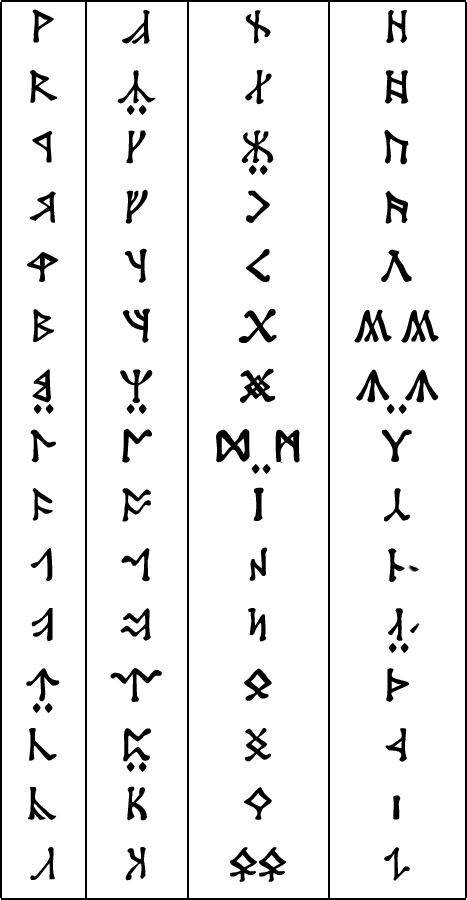
As runas Cirth usadas para escrever em Khuzdul.

Desde sua criação, os anões falavam Khuzdul, uma língua artificial feita para eles por Aulë. Por ser uma língua (apesar de estar) construída, não era descendente de qualquer forma de élfico, como a maioria das línguas dos homens eram, embora seja sugerido que a linguagem pode ter tido influência sobre as primeiras línguas dos Homens. A língua foi para a maior parte, uma língua muito bem guardada (um dos poucos estrangeiros registrados a conhecê-la foi Eöl), no entanto, os anões nunca revelaram seus nomes em Khuzdul aos forasteiros, indo tão longe a ponto de omiti-los até mesmo em seus túmulos. O Khuzdul foi escrito em cirth, um alfabeto rúnico desenvolvido pelos elfos. Não há coleção de escritos existentes para a linguagem Khuzdul, seja em romances de Tolkien ou em suas obras privadas, além do grito de guerra: Baruk Khazâd! Khazâd ai-mênu! (Machados dos Anões! Os Anões estão sobre vocês!) e a inscrição no túmulo de Balin, lendo-se: Balin Fundinul Uzbad Khazad-Dûmu (Balin, filho de Fundin, Senhor de Moria). O restante dos escritos da língua consistem em palavras individuais. Ao se depararem com elfos, estes se surpreenderam, já que pensavam ser as únicas criaturas falantes. A língua dos anões, entretanto, lhes parecia rude e sem beleza alguma, mas os anões foram rápidos em aprender a língua élfica.

### Trabalho, divisões e clãs
Os anões trabalhavam mais com ferro e cobre do que com ouro e prata. No entanto, havia em suas minas um metal leve e extremamente resistente, além de muito valioso, o Mithril, chamado de Prata dos Anões. Era facilmente trabalhado, e quando forjado e polido, não poderia ter sua resistência diminuída. Ao contrário da prata, o Mithril dos anões não pode ser enferrujado. Eram insuperáveis na têmpera do aço, e têm outras obras memoráveis como Menegroth, conhecida como As Mil Cavernas, que foi construídas pelos anões a pedido do rei Teleri Thingol, marido de Melian, a Maia. Receberam como pagamento pérolas dadas a Thingol por Círdan. Nauglamír, o Colar dos Anões, foi feito para Finrod Felagund, o colar foi posteriormente entregado a Thingol, que pediu que lhe engastassem uma Silmaril. Esse colar desencadeou a destruição de Doriath e a morte do rei dos Teleri.
Em O Silmarillion, afirma-se que os anões foram originalmente divididos em sete clãs ou "Casas". Os três que são introduzidos nas histórias de Tolkien são os Barbas-longas (também conhecidos como o Povo de Durin), que habitavam a cidade de Khazad-dûm nas Montanhas Sombrias; os Barbas-de-fogo, que fundaram Nogrod nas Montanhas Azuis; e os Vigas-longas, que fundaram Belegost nas Montanhas Azuis. Após o fim da Primeira Era, os Anões mencionados são quase exclusivamente da linhagem de Durin. Quase nada se sabe sobre as histórias das outras quatro Casas, exceto que cada uma delas enviou um contingente oeste para lutar na Guerra dos Anões e Orcs no final da Terceira Era. As outras casas eram compostas pelos Punhos-de-ferro;os  Barbas-duras; os Cachos-pretos; e os Pés-de-pedra.
Os Anões Pequenos eram anões de várias casas, que tinham sido exilados em tempos muito antigos, por razões desconhecidas. Foram os primeiros a cruzar Ered Luin na Primeira Era, e estabelecer fortalezas em Beleriand antes da construção de Nogrod e Belegost nas Montanhas Azuis, e antes dos elfos chegarem. Esses assentamentos muito antigos estavam em Nargothrond e Amon Rûdh. Anões Pequenos diferem dos Anões normais de várias maneiras. Eram menores, muito mais anti-sociais, e se afastaram livremente de seus nomes: outros anões mantiveram seus nomes Khuzdul e linguagem em segredo. Isso pode ter sido um dos motivos pelos quais foram exilados.
Seu nome usual em Sindarin era Noegyth Nibin; outros nomes incluem Nibin-Nogrim e Noegoethig, formado por nibin ("pequeno") e um dos nomes élficos para anões de verdade. Em Quenya eram chamados pitya-naukor. Os Anões Pequenos de Beleriand Ocidental foram reduzidos a uma única família, e então, finalmente, tornaram-se extintos. Os Sindar, não familiarizados com anões, no entanto, viram os Anões Pequenos como nada mais do que animais incômodos, chamando-os (Levain) Tad-Dail ("(animais) de duas pernas"), e os caçaram. Não até que os Anões de Ered Luin estabeleceram contato com os Sindar que eles percebem o que os Anões Pequenos eram. Depois, foram em sua maioria deixados sozinho, mas não antes dos Anões Pequenos passarem a odiar todos os Elfos com paixão.
Na época da Guerra das Joias, após o retorno dos Noldor, os Anões Pequenos tinha quase morrido. O último remanescente do seu povo foram Mîm e seus dois filhos, Ibun e Khîm, que viviam em Amon Rûdh. Eles deram abrigo a Túrin Turambar e seu grupo em sua casa em Amon Rûdh. Mîm mais tarde foi capturado por um bando de Orcs e salvou sua própria vida ao trair Túrin, embora seus filhos foram mortos. Mîm mais tarde tornou-se o possuidor de um tesouro abandonado pelo dragão Glaurung, mas mais tarde foi morto por Húrin, o pai de Túrin.

## Adaptações
No jogo eletrônico de RPG Middle-Earth Role Playing (1986), da Iron Crown Enterprises, jogadores com os personagens dos anões recebem bônus estatísticos pela Força e Constituição, e subtrações de Presença, Agilidade e Inteligência. Sete "Anões Patriarcas", em homenagem a cada um dos pais fundadores – Durin, Bávor, Dwálin, Thrár, Druin, Thelór e Bárin – são apresentados em The Lords of Middle-earth-Volume III (1989). No jogo de interpretação de papeis The Lord of the Rings Roleplaying Game (2001), da Decipher, Inc., com base na série de filmes da New Line Cinema e Warner Bros., jogadores com os personagens dos anões recebem bônus a atributos de Vitalidade e Força e devem administrar suas habilidades artesanais. No jogo complementar Dwarves of Middle-earth (2003), os sete Senhores dos Anões e suas casas são nomeadas como Durin, Sindri, Linnar, Var, Uri, Thulin e Vigdis. No jogo de estratégia em tempo real The Lord of the Rings: The Battle for Middle Earth II, e sua expansão, ambos baseados na série de filmes, anões são fortemente influenciados pela estratégia militar clássica e uso de machados de arremesso, martelos de guerra, lanças e escudos circulares ou em estilo romano. Uma unidade de anões é a "Falange" (no jogo Phalanx) e é muito semelhante ao seu homônimo grego antigo.

Gimli em O Senhor dos Anéis (1978) de Ralph Bakshi, dublado por David Buck.

Na adaptação cinematográfica e série de filmes O Senhor dos Anéis (2001-2003) de Peter Jackson, o personagem de Gimli é ocasionalmente usado como alívio cômico e várias de suas aparições têm a intenção de enfatizar a diferença entre os anões e elfos. No filme The Lord of the Rings: The Fellowship of the Ring os anões aparecem na passagem em duas cenas: o "prólogo" que introduz os sete Senhores dos Anões que receberam os Anéis de Poder, e no Conselho de Elrond onde mais quatro estão presentes (em contraste com o livro, onde apenas Gimli e seu pai Glóin são descritos). Nos filmes da Warner e da New Line Cinema, os anões de Jackson vestem armadura de escamas. Na adaptação e prequela O Hobbit (2012-2014), também dirigida por Jackson, são introduzidos um número maior de anões conhecidos como a Companhia de Thorin, formada por 13 anões, 1 hobbit e 1 mago. Muito mais da história e da cultura dos Anões é visto em toda a história principal, como acontece com os 13 anões da Companhia de Thorin. Exemplos de textos em Khuzdul são vistos, como no mapa de Thorin Escudo de Carvalho, assim como a história dos Anões, com a história principal e os flashbacks. O anão Gimli também foi adaptado e aparece como membro da Sociedade do Anel no filme de animação O Senhor dos Anéis (1978) de Ralph Bakshi, sendo dublado pelo ator inglês David Buck. A animação da United Artists custou 4 milhões de dólares e arrecadou mais de 30 milhões em bilheterias, foi bem-sucedido financeiramente, embora não tenha tido um enorme sucesso, além de receber críticas mistas dos críticos e do público.